# Paul Hornung
Paul Vernon Hornung (Louisville, 23 dicembre 1935 – Louisville, 13 novembre 2020) è stato un giocatore di football americano statunitense che ha giocato per i Green Bay Packers nella National Football League (NFL) tra il 1957 e il 1966. Hornung, O.J. Simpson ed Earl Campbell sono gli unici giocatori ad aver vinto l'Heisman Trophy, esseri stati scelti come primi assoluti nel Draft NFL ed essere stati indotti sia nella Pro Football Hall of Fame che nella College Football Hall of Fame.
Un giocatore versatile che giocò come halfback, quarterback e placekicker, Hornung fu un atleta a tutto campo che al college giocò anche a basket.

## Carriera professionistica
Dopo essersi laureato a Notre Dame, Hornung fu la prima scelta assoluta del Draft NFL 1957. Fu scelto dai Green Bay Packers, con i quali avrebbe vinto quattro campionati, incluso il primo Super Bowl della storia nel gennaio 1967 anche se in quella partita decise di non entrare in campo per un problema a un nervo.
Come professionista, Hornung fu uno dei giocatori più versatili della storia del football, giocando nel ruolo di halfback e calciando i field goal come kicker per diverse stagioni. Hornung guidò la lega in punti segnati per tre stagioni consecutive nel periodo 1959-61. Durante la stagione 1960, l'ultima con 12 sole partite, stabilì il record NFL segnando 176 punti. Hornung segnò anche due touchdown su passaggio, non conteggiati però in quel calcolo. Tale record resistette fino alla stagione 2006, quando il running back LaDainian Tomlinson dei San Diego Chargers segnò 180 punti con il suo 30º touchdown stagionale il 17 dicembre.
Nel 1961, Paul stabilì il record di punti segnati in una finale del campionato NFL con 19. Nella vittoria in finale di Green Bay nel 1965, Hornung corse 105 yard e segnò un touchdown in un campo ricoperto di fango contro i Cleveland Browns.
Nel 1965, nella fase finale della carriera (a 29 anni), Hornung segnò un record di franchigia di 5 touchdown nella vittoria per 42-27 sui Baltimore Colts. La prestazione di Hornung fu però oscurata da Gale Sayers dei Chicago Bears che pareggiò il record NFL con 6 touchdown segnati quella stessa giornata contro i San Francisco 49ers. La vittoria dei Packers sui Colts però si rivelò importante per Green Bay, dal momento che senza di essa non avrebbero potuto in seguito giungere alla finale del campionato, vinta contro i Browns.
Paul Hornung detiene i record per il maggior numero di gare con trenta o più punti segnati (2), venticinque o più punti segnati (3) e maggior numero di gare con tredici punti segnati in una stagione (7 gare nel 1960). È inoltre il più anziano giocatore ad aver segnato 5 touchdown in una partita (29 anni e 354 giorni).

## Palmarès
- (4) Campionati NFL (1961, 1962, 1965, 1966)
- Vincitore del Super Bowl I
- MVP della NFL (1961)
- (2) Pro Bowl (1959, 1960)
- (2) All-Pro
- Leader della NFL in touchdown su corsa (1960)
- Formazione ideale della NFL degli anni 1960
- Heisman Trophy (1956)
- Bert Bell Award (1961)
- Numero 5 ritirato dai Packers
- Pro Football Hall of Fame
- College Football Hall of Fame